# NGC 4018
NGC 4018 ist eine spiralförmige Radiogalaxie vom Hubble-Typ Sab im Sternbild Coma Berenices am Nordsternhimmel. Sie ist schätzungsweise 199 Millionen Lichtjahre von der Milchstraße entfernt und hat einen Durchmesser von etwa 100.000 Lichtjahren. Gemeinsam mit vier weiteren Galaxien gilt sie als Mitglied der NGC 3987-Gruppe (LGG 261).
Im selben Himmelsareal befinden sich u. a. die Galaxien NGC 4000, NGC 4005, NGC 4011, NGC 4022.
Das Objekt wurde am 26. April 1878 von Johan Dreyer entdeckt.